# اسلام‌آباد شاه‌ده
اسلام‌آباد شاه‌ده یا اسلام‌آباد شاده، روستایی در دهستان سدن رستاق شرقی بخش مرکزی شهرستان کردکوی استان گلستان ایران است؛ و اکثر جمعیت این روستا به دلیل کار به شهر گرگان کوچ کرده‌اند.

## جمعیت
بر پایه سرشماری عمومی نفوس و مسکن در سال ۱۳۹۵ جمعیت این مکان ۱۵۰۰ نفر (۱۷۵ خانوار) بوده‌است.